# 1925 a sportban
1925 főbb sporteseményei a következők voltak:

## Események
- Milánóban megrendezik az első Birkózó Európa-bajnokságot. Az első magyar Európa-bajnokok: Magyar Armand, Németh Jenő és Keresztes Lajos.
- Az MTK nyeri az NB1-et. Ez a klub 13. bajnoki címe.
- Szeptember 11. – Megnyílik Hamburgban a Volksparkstadion.
- 1925-ös magyar gyorskorcsolya bajnokság, melynek férfi nagytávú összetett versenyét Eötvös Zoltán nyeri.[1]

## Születések
- ? – Csordás József, labdarúgó († ?)
- január 6. – Otto Schubiger, olimpiai bronzérmes svájci jégkorongozó († 2019)
- január 7. – Louis Carré, belga válogatott labdarúgó-középpályás, edző († 2006)
- január 15. – August Englas, világbajnok szovjet-észt birkózó († 2017)
- február 21. – Alekszej Alekszandrovics Paramonov, olimpiai bajnok szovjet válogatott orosz labdarúgó, edző († 2018)
- február 24. – Alberto Marson, olimpiai bronzérmes brazil válogatott kosárlabdázó († 2018)
- március 16. – Fosco Becattini, olasz válogatott labdarúgó, hátvéd, edző († 2016)
- március 28. – Csuvik Oszkár, vízilabdázó, úszó († 2008)
- április 1. – Antonio Spallino, olimpiai és világbajnok olasz tőr- és párbajtőrvívó, politikus († 2017)
- április 7. – Geoff Kerr, ausztrál ausztrál futballjátékos († 2020)
- április 9. – Hegyes Lőrinc, labdarúgó (†  2004)
- április 19. – Germ Hofma, holland válogatott labdarúgó, csatár († 2018)
- május 3. – Robert Jonquet, francia válogatott labdarúgó, edző († 2008)
- május 4. – Buzánszky Jenő, labdarúgó († 2015)
- május 10. – Stanley Stanczyk, olimpiai és világbajnok amerikai súlyemelő († 1997)
- május 11. – Georges Stuber, svájci válogatott labdarúgókapus († 2006)
- május 12. – Yogi Berra, World Series bajnok amerikai baseballjátékos, edző, menedzser († 2015)
- május 16. – Novák Ilona, olimpiai bajnok magyar úszó († 2019)
- május 27. – Walter Eich, svájci labdarúgókapus († 2018)
- június 14. – Jean-Louis Rosier, Le Mans-i 24 órás verseny győztes francia autóversenyző († 2011)
- július 3. – Varga Ferenc, olimpiai- és világbajnoki bronzérmes magyar kajakozó, edző
- július 5. – Ábel Jakab, magyar kenus († 1946)
- július 7.
  - Sidney Cross, brit atléta, hármasugró, olimpikon († 2020)
  - Fernand Decanali, olimpiai bajnok francia kerékpárversenyző († 2017)
- július 18. – Szoboszlay Miklós, romániai magyar labdarúgó, kapus († 2019)
- július 19. – Michael Pfeiffer, német válogatott labdarúgó, edző († 2018)
- július 28. – Juan Alberto Schiaffino, világbajnok uruguayi válogatott labdarúgó († 2002)
- július 30. – Jacques Grimonpon, francia válogatott labdarúgó († 2013)
- augusztus 9. – Len Sutton, amerikai autóversenyző († 2006)
- augusztus 22. – Ken Preston, angol krikettjátékos († 2019)
- augusztus 29. – Herbert Martin, saar-vidéki válogatott német labdarúgó, csatár († 2016)
- szeptember 4. – John McKenzie, skót válogatott labdarúgócsatár († 2017)
- szeptember 7. – Heinz Radzikowski, olimpiai bronzérmes német gyeplabdázó
- szeptember 10. – Hubert Hammerer, olimpiai bajnok osztrák sportlövő († 2017)
- október 2. – Paul Goldsmith, amerikai autóversenyző
- november 9. – Lazare Gianessi, francia válogatott labdarúgó († 2009)
- november 11. – Kalle Svensson, olimpiai bajnok és világbajnoki ezüstérmes svéd válogatott labdarúgó († 2000)
- november 18. – Farkas Gizella, tízszeres világbajnok asztaliteniszező († 1996)
- november 28.
  - Bozsik József, olimpiai bajnok és világbajnoki ezüstérmes magyar válogatott labdarúgó († 1978)
  - Luigi Carpaneda, olimpiai és világbajnok olasz tőrvívó, vitorlázó († 2011)
- november 29. – Ernst Happel, világbajnoki bronzérmes osztrák válogatott labdarúgó és világbajnoki ezüstérmes edző († 1992)
- december 19. – Jacques Fatton, francia születésű svájci válogatott labdarúgócsatár († 2011)
- december 20. – Goldoványi Béla, olimpiai bronzérmes, Európa-bajnok atléta († 1972)
- december 21. – Heinz Bigler, svájci válogatott labdarúgó († 2002)
- december 24. – Noel Kinsey, walesi válogatott labdarúgó, csatár († 2017)
- december 29. – Szondy István, olimpiai bajnok és világbajnok magyar öttusázó († 2017)

## Halálozások
| Halálozás   | Név                  | Nemzetiség, sportág, eredmények                                                                                                | Születés |
| ----------- | -------------------- | --- | -------- |
| február 15. | Duke Farrell         | World Series bajnok amerikai baseballjátékos                                                                                   | 1866     |
| március 4.  | John Montgomery Ward | amerikai baseballjátékos, menedzser, National Baseball Hall of Fame and Museum tag                                             | 1860     |
| március 14. | Walter Camp          | amerikai amerikaifutball-játékos és edző ("Az amerikaifutball atyja"), College Football Hall of Fame-tag                       | 1859     |
| május 9.    | Ed Beatin            | amerikai baseballjátékos | 1866     |
| július 4.   | George Derby         | amerikai baseballjátékos | 1857     |
| október 7.  | Christy Mathewson    | World Series bajnok amerikai baseballjátékos és edző, National Baseball Hall of Fame and Museum tag és amerikaifutball-játékos | 1880     |
| november 3. | Sam Frock            | World Series bajnok amerikai baseballjátékos                                                                                   | 1882     |